# Bársonyos
Bársonyos is een plaats (község) en gemeente in het Hongaarse comitaat Komárom-Esztergom. Bársonyos telt 751 inwoners (2015).